# Сирень китайская
Сирень китайская (лат. Syringa × chinensis) — это естественно выведенный гибрид. В селекции участвовала сирень персидская и сирень обыкновенная. Получен сорт в 1777 году в Руанском ботаническом саду (Франция). Относится к семейству Маслиновых из рода кустарников.

## Ботаническое описание

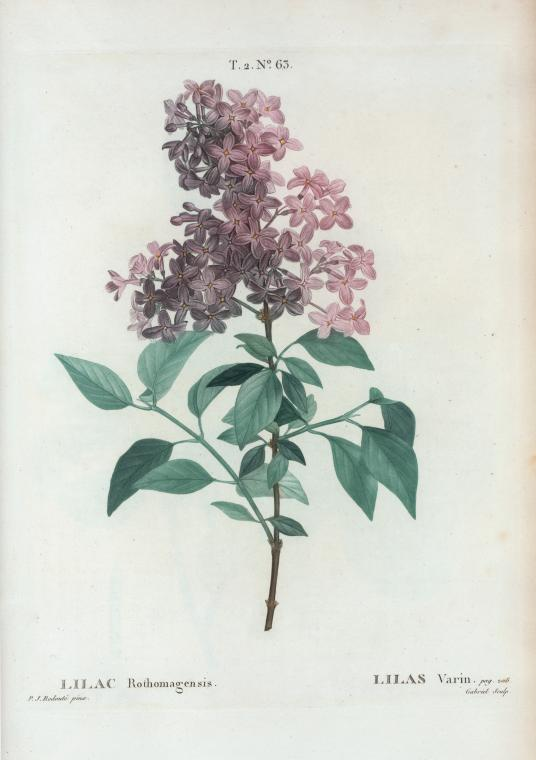
Ботаническая иллюстрация

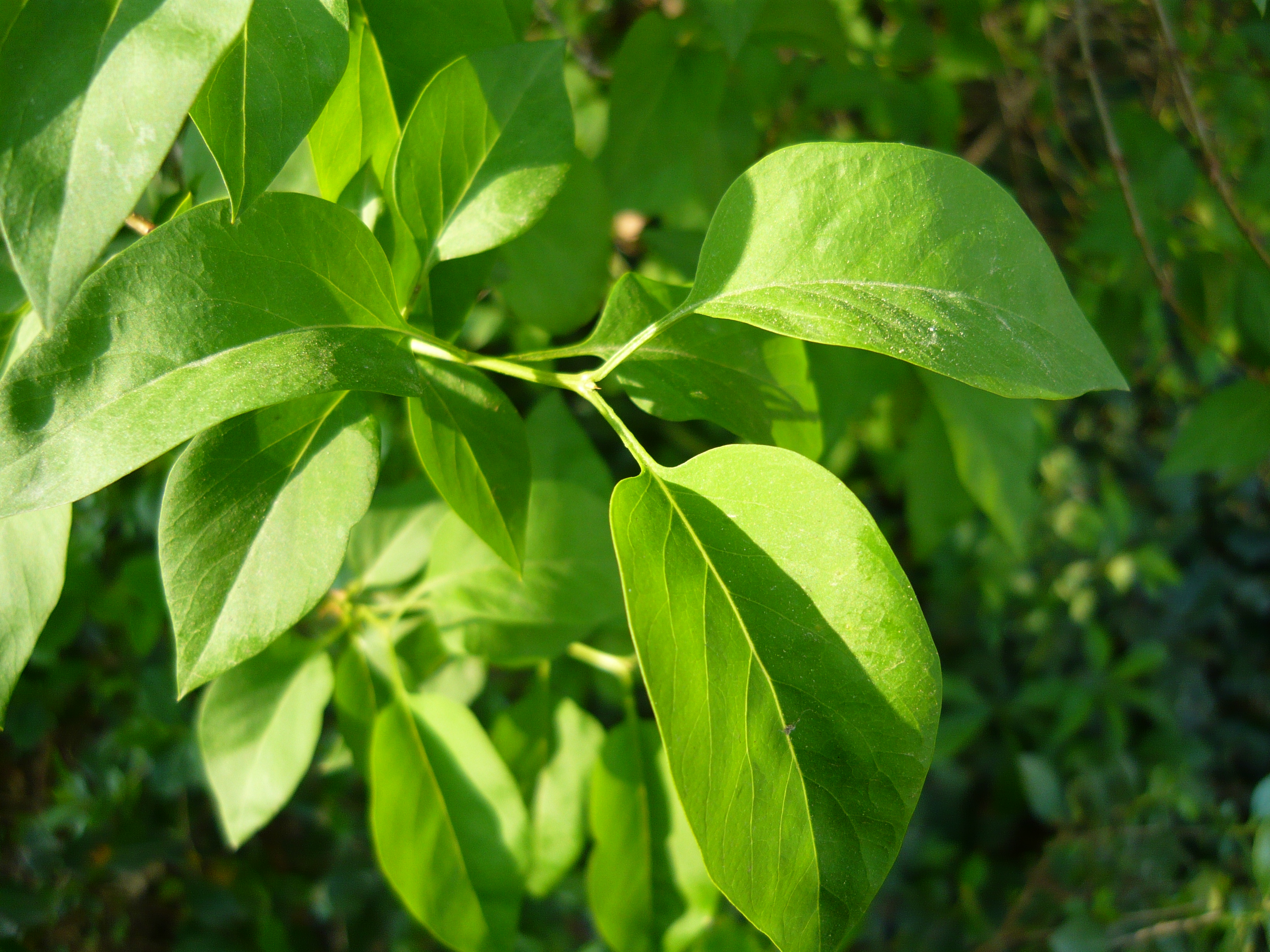
Листья

Сирень китайская представляет собой высокий декоративный кустарник около 5 метров с сильно раскидистыми ветвями коричневого цвета. Листья гладкие, сердцевидной формы, длиной от 2 до 4 сантиметров. Многоцветковые соцветия около 20 сантиметров в длину, конической формы с крупными цветками 1,5 — 2 сантиметра в диаметре, розовато — лилового цвета, с нежным ароматом. На одной ветке располагается от 2 до 5 соцветий.

## Выращивание
Сирень китайская размножается зелеными неодеревеневшими черенками или же прививкой. Место под посадку сирени китайской должно быть солнечным, с плодородной почвой, недоступным сильному ветру. Данный вид является морозоустойчивым и выносливым растением.
Сирень китайскую нужно высаживать в начале августа. Осенью растение плохо приживается и может начать цвести не сразу, а спустя несколько лет. Представленный вид сирени в ширину около 3 метров, это нужно учитывать в момент посадки, и соблюдать определённое расстояние между саженцами. Посадочный материал должен иметь здоровую корневую систему, длина корней около 30 сантиметров.
Сирень является неприхотливым растением, но первые 3 года за ней нужно интенсивно ухаживать. Периодически подкармливать и умеренно поливать. На втором году цветения сирень китайскую нужно подрезать, для того что бы сформировать красивый ухоженный куст и обеспечить обильное цветение. На зиму корневую систему укрывают торфом и листвой, также можно оградить молодые черенки от холода укрывным материалом.

## Болезни и вредители
Сирень всегда была очень устойчива к болезням, но в связи с ухудшением экологических условий жизни, и этот выносливый вид растений начал часто болеть.
- Млечный блеск
- Вертициллезное увядание
- Некроз
- Скручивание листьев